# 原梧棲警察官吏派出所及宿舍群
原梧棲警察官吏派出所及宿舍群位於臺中市梧棲區梧棲老街上，建於1919年（大正8年），位於梧棲朝元宮旁。於民國九十九年（2010年）11月8日公告為縣定古蹟。

## 沿革
- 1919年（大正8年），臺中廳沙轆支廳在第一監視區設立「梧棲官吏派出所」，並在現址興建廳舍及宿舍群。
- 1945年中華民國政府接收日本台灣總督府轄區後，改為「臺中縣警察局清水分局梧棲分駐所」。
- 1970年代隨臺中港都市計畫開發，梧棲分駐所遷移至梧棲中興路210號，廳舍一度閒置，後經地方人士倡議，由縣政府提撥經費。
- 2004年臺中縣政府出資整建修復完成，做為梧棲鎮發展藝文活動之空間，由朝元宮代管。
- 2010年11月8日，經臺中縣文化局公告「原梧棲官吏派出所及宿舍群」登錄為縣定古蹟。
- 2020年3月3日，臺中市文資處公告變更名稱為「原梧棲警察官吏派出所及宿舍群」。
- 2021年4月18日，修復完成委由人文國際公司經營成立「梧棲文化出張所」，園區共有藝文空間、市集、餐飲場所與民宿。[1][2]

## 建築
官吏派出所外牆為清水磚，後油漆成米黃色；門楣有洗石子浮飾花草紋。宿舍群與官吏派出所屬同期興建，木構屋架保存良好，位處官吏派出所後方，並設有防空洞。

## 外部連結
- 梧棲文化出張所的Facebook專頁